# İnegölspor
İnegölspor ist ein türkischer Fußballverein aus der Kreisstadt İnegöl, welche in der Provinz Bursa liegt. Die Mannschaft spielt aktuell in der drittklassigen TFF 2. Lig. Die Vereinsfarben sind Bordeauxrot mit Weiß. Der Verein ist nach Bursaspor die erfolgreichste Mannschaft der Provinz Bursa. Obwohl man nie gemeinsam in einer Liga gespielt hat, pflegen die Fans von İnegölspor aufgrund der Unabhängigkeitsforderung der Stadt İnegöl eine lange Rivalität gegen Bursaspor. Obwohl der Verein als Gründungsjahr 1954 in seinem Logo angibt, wurde er in seiner heutigen Form erst im Jahre 1984 gegründet.

## Geschichte
Der Verein wurde 1954 unter dem Namen İnegöl İdman Yurdu Spor Kulübü (kurz İnegöl İdman Yurdu SK oder nur İnegöl İdman Yurdu) gegründet. 1984 kamen die lokalen Notabeln der Stadt İnegöl zusammen und forderten eine wettbewerbsfähigen Fußballverein. Die Forderung hat Zuspruch und so fusionieren die drei Vereine İnegöl İdman Yurdu, Demir Spor Kulübü und İnegöl Spor Kulübü zu dem heutigen Verein İnegölspor. Der Verein nahm im Sommer 1984 an der wieder eingeführten drittklassigen TFF 2. Lig. Erster Präsident des Vereins wurde Hasan Bilge. Bereits im ersten Jahr gelang dem Verein die Meisterschaft der TFF 2. Lig und damit der Aufstieg in die zweitklassige TFF 1. Lig. Hier spielte man acht Jahre lang und stieg im Sommer 1993 wieder in die TFF 2. Lig. Nachdem 1996 wieder der Aufstieg gelang verpasste man sofort den Klassenerhalt und spielte anschließend bis zum Sommer 2008 in der TFF 2. Lig, bevor man in die viertklassige TFF 3. Lig abstieg. Nach vier Jahren in der 3. Lig gelang dem Team zum Sommer 2012 die Meisterschaft der TFF 3. Lig und damit der Aufstieg in die TFF 2. Lig.

## Erfolge
Einer der erfolgreichsten Spielzeit der Vereinsgeschichte war die Saison 2004/05, in der die Mannschaft in der 2-B Liga (heute TFF 2. Lig) um den Aufstieg in die Bank Asya 1. Lig kämpfte und es schaffte, sich bis zur Play-off-Runde der Gruppenphase zu qualifizieren. Doch in der Extra-Play Phase schied die Mannschaft nach Elfmeterschießen gegen Boluspor aus. In derselben Saison zeigte sich İnegölspor auch im Länderpokal Fortis Türkiye Kupası.
- Türkischer Drittligameister (2):

1984/85, 1996/97
- Türkischer Viertligameister (1):

2011/12

## Ligazugehörigkeit
- 2. Liga: 1985–1993, 1996–1997
- 3. Liga: 1984–1985, 1993–1996, 1997–2008, seit 2012
- 4. Liga: 2008–12

## Ehemalige bekannte Spieler
| - Ayhan Akman - Emin Aladağ - İsmail Arca - Umut Bulut - Şenol Can - İbrahim Dağaşan - Metin Depe | - Hayrettin Endersert - İsmail Güldüren - Gökhan Güleç - Serhat Güller - Vedat Okyar - Zeynel Soyuer - Mutlu Topçu |